# Alex Antônio de Melo Santos
Alex Antônio de Melo Santos (nacido el 16 de abril de 1983) es un futbolista brasileño que se desempeña como defensa.
Jugó para clubes como el Cruzeiro, Kawasaki Frontale, Avispa Fukuoka, Kashiwa Reysol, JEF United Chiba, Kashima Antlers, Tokushima Vortis y Kamatamare Sanuki.

## Trayectoria

### Clubes
| Club              | País   | Año         |
| ----------------- | ------ | ----------- |
| Cruzeiro          | Brasil | 2001        |
| Kawasaki Frontale | Japón  | 2002        |
| Avispa Fukuoka    | Japón  | 2003 - 2007 |
| Kashiwa Reysol    | Japón  | 2008        |
| JEF United Chiba  | Japón  | 2009 - 2010 |
| Kashima Antlers   | Japón  | 2011 - 2012 |
| Tokushima Vortis  | Japón  | 2012 - 2016 |
| Kamatamare Sanuki | Japón  | 2017 -      |